# Дъбижовец
Дъбижовец е езеро, което се намира във Вакарелската планина, част от Ихтиманската Средна гора, на 2 км западно от Вакарел. Водите му са на 810 м. надморска височина. Площта му е 50 на 50 м.
Съвсем близо до него се простира черен път. Риболовът е честа практика по бреговете му. Целият район е заобиколен от природни, исторически и духовни обекти. В близост се намират Вакарелският манастир „Св. Петка“, параклисите „Св. Богородица“ и „Св. св. Петър и Павел“, както и няколко чешми.